# ادموند گری، نخستین ارل کنت
ادموند گری، نخستین ارل کنت (انگلیسی: Edmund Grey, 1st Earl of Kent; ۲۶ اکتبر ۱۴۱۶ – ۲۲ مهٔ ۱۴۹۰) سیاستمدار اهل پادشاهی انگلستان بود.